# Johan Unman
Johan August Unman, född 12 mars 1843 i Stockholm, död 31 december 1913 i Adolf Fredriks församling, Stockholm, var en grosshandlare i Stockholm.

## Biografi
Unman ansågs vara en av sin tids främsta kännare av Stockholms äldre historia. Han var också samlare av en stor mängd Stockholmiana, som han donerade till bibliotek, museer och till stadens arkiv. Han var gift med Ida Maria Møller (född 1858). Paret hade en son, artisten Gustaf Unman, född 1879, som var ett av brottsoffren i den så kallade Lundquistaffären på 1950-talet.
Unman publicerade ett flertal uppsatser om det gamla Stockholm, bland annat skriften ”Samling af bidrag till Stockholms stads krönika”, inlägg i dagspressen samt artiklar i Samfundet S:t Eriks årsbok 1909 och 1911. Han var samfundets skattmästare 1901–1912. Samfundet S:t Erik utger fortfarande sin årsbok, med ekonomiskt bidrag från Johan Unmans fond. Unman donerade en betydande del av sin efterlämnade förmögenhet till samfundet. Unman skänkte även den största kyrkklockan till Gustaf Vasa kyrka då den invigdes 1906. Makarna Unman är begravda på Norra begravningsplatsen utanför Stockholm.